# 姜开利
姜开利，清华大学物理系教授，博士生导师。主要从事碳纳米管的生长机理及可控合成研究，曾入选2011年度长江学者特聘教授。姜开利本科、硕士、博士均毕业于清华大学，1998年起在清华大学任教。